# Татарстанские жетоны
Татарстанские жетоны — суррогатное платежное средство (эрзац-деньги) для розничного приобретения товаров и услуг на территории Татарстана. Введены властями республики в 1992 году по программе «мягкого вхождения в рынок» для социальной поддержки малоимущих и продажи товаров по регулируемой стоимости в связи с либерализацией экономики и торговли и резким снижением уровня жизни в России, практически сразу изъяты. Снова введены в 1993 году. Были предписаны к принятию наравне с рублями всеми предприятиями торговли республики вне зависимости от формы собственности под гарантию бюджета республики. Обращение социальных и коммунальных жетонов отменено в 2001 году.
Ранее в Татарстане в целях недопущения вывоза из региона дефицитных товаров народного потребления для всех категорий граждан выпускались карточки потребителей в виде талонов на приобретение товаров определенных видов, а затем — в виде не привязанной к конкретным товарам эрзац-валюты — татарстанские купоны. Также в качестве суррогатных денег, выдаваемых малоимущим, в обороте были татарстанские социальные чеки.

## Описание и назначение
| Название, дата выпуска                             | Металл                | Масса  | Диаметр  | Гурт            | Аверс                                          | Реверс                                               | Приравнивалась к                                  | Тираж      | Монетный двор                                     | Аверс | Реверс |
| Хлебный жетон 1 ноября 1992 года 1993 год 1997 год | бронза                | 2 г    | 17,95 мм | рубчатый 1,1 мм | Надпись "ТАТАРСТАН" изображение Башни Сююмбике | Кольцевой национальный орнамент три пшеничных колоса | 1992 — 10₽ 1993 — 40₽ 1997 — 5000₽ или 1 кг хлеба | 70 000 000 | Институт производства банкнот и монет · Югославия |       |        |
| Топливный («Коммунальный») жетон 1993 год          | бронза                | 5,05 г | 24,9 мм  | рубчатый 1,5 мм | Надпись "ТАТАРСТАН" изображение Башни Сююмбике | Кольцевой национальный орнамент, Станок-качалка      | 1993 — 300₽ или 10 литров бензина                 | неизвестен | Институт производства банкнот и монет · Югославия |       |        |
| Топливный («Бензиновый») жетон 1993 год            | медно-никелевый сплав | 5,05 г | 24,9 мм  | рубчатый 1,5 мм | Надпись "ТАТАРСТАН" изображение Башни Сююмбике | Кольцевой национальный орнамент, Станок-качалка      | 1993 — 1000₽ или 20 литров бензина                | неизвестен | Институт производства банкнот и монет · Югославия |       |        |

### «Хлебный» жетон
Социальный («хлебный») жетон являлся платёжным средством, выдаваемым органами социальной защиты малоимущим в целях их социальной поддержки, аналогичным социальному чеку, но более мелкого номинала — в последнее время 2 руб, до этого долгое время 1 руб, исходно (в ценах до деноминации) 5000 руб. (при введении эквивалент 1 кг хлеба). Использовался наравне с российскими деньгами в магазинах при оплате продовольственных товаров народного потребления регулируемого перечня, а также в социальных столовых.
На аверсе содержались текст «ТАТАРСТАН» и художественная композиция из силуэта Башни Сююмбике Казанского кремля на фоне солнца и его лучей в обрамлении стилизованной лилии. На реверсе помещалось изображение трех пшеничных колосьев в круговом обрамлении из виньеток.

### «Топливные» жетоны
Топливные (иногда «коммунальный» и «бензиновый») жетоны являлись платёжными средствами — эквивалентами соответственно 10 и 20 литров бензина. Выдавались соответственно органами социальной защиты малоимущим в целях их социальной поддержки (6 штук) для оплаты квартплаты и услуг ЖКХ и отделениями республиканского казначейства госорганам для оплаты бензина. Использовались наравне с российскими деньгами соответственно в расчётных центрах и на АЗС.
Чеканились соответственно из жёлтого (латунь) и белого (никель) металла в виде жетона среднего размера диаметром 2,5 см и толщиной около 1,5 мм с рубчатым гуртом. На аверсе содержались текст «ТАТАРСТАН» и художественная композиция из силуэта Башни Сююмбике Казанского кремля на фоне солнца и его лучей в обрамлении стилизованной лилии. На реверсе помещалось изображение нефтяного станка-качалки в круговом обрамлении из виньеток.
См.: Хакасский рубль, Категория:Изображения:Денежные суррогаты

### Сувенирные жетоны
В 2008 и 2013 годах для коллекционеров были выпущены серии сувенирных жетонов, напоминающих монеты, с номиналами в российских рублях.
Данные жетоны никогда не были платёжным средством. Производитель жетонов неизвестен.